# Zdeněk Rossmann
Zdeněk Rossmann (3. září 1905 Slezská Ostrava – 8. listopadu 1984 Praha) byl český modernistický architekt, scénograf, fotograf, designér a pedagog.

## Život
Narodil se 3. září 1905 ve Slezské Ostravě - Zámostí v rodině stavitele Karla Rossmanna (1874–1930) a jeho manželky Aloisie Vlasty, rozené Wolfové (1882–1974). Byl nejstarším dítětem, měl sestru Libuši (nar. 1906) a bratra Miloše (nar. 1908). V roce 1916 začal navštěvovat Českou zemskou vyšší reálku v Moravské Ostravě. V září 1922 musel vykonat opravnou zkoušku z němčiny a přešel na Zemskou vyšší reálku do Prostějova, kde 25. června 1923 maturoval.
V září 1923 se zapsal do prvního ročníku architektury na České vysoké škole technické v Brně. Jeho učiteli byli František Nachtikal, Miloslav Pelíšek, Karel Šimůnek, Emil Králík, Jaroslav Matějka, Jaroslav Král, Vladimír Fischer, Antonín Nedoma, František Píšek, Jiří Kroha, Ladislav Záruba a další. Dne 19. prosince 1925 složil první státní zkoušku z architektury a pozemního stavitelství. Dne 7. října 1927 se zapsal do pátého ročníku studia, ale tento ročník již nedokončil, pravděpodobně proto, že už v té době měl řadu zakázek z oboru grafické úpravy tiskovin a scénografie.
Během studia se seznámil s několika levicovými intelektuály: Jiřím Mahenem, Bedřichem Václavkem, Františkem Halasem, Artušem Černíkem a dalšími. Stál u založení Brněnského Devětsilu. První pokus o jeho založení dne 15. prosince 1923 nebyl úřady uznán, podruhé byl založen dne 23. března 1924 v Dělnickém domě. Pro brněnský Devětsil i pro další levicové spolky a organizace Rossmann vytvářel a upravoval plakáty, letáky, pozvánky a časopisy (Disk, Pásmo, Šlehy, fronta, edice Avion a další). V roce 1925 vstoupil do Komunistické strany Československa.
V roce 1927 navrhl pro brněnskou Redutu ve spolupráci s Bedřichem Rozehnalem svou první scénografii pro představení Edmonda Konráda Komedie v kostce.
Poté, co nedokončil studia architektury, pracoval pro reklamní oddělení Výstavy soudobé kultury v Československu (výstava proběhla ve dnech 26. května – 30. září 1929). Krátce pracoval v ateliéru architekta Bohuslava Fuchse a v továrně na nábytek S.B.S. Jana Vaňka.
Nadále spolupracoval s Redutou a také s brněnským studentským ochotnickým spolkem Akademická scéna. Zde poznal Marii Doleželovou, studentku fotografie na Škole uměleckých řemesel (absolvovala v roce 1930), svou partnerku a později manželku.
V roce 1929 vytvořil plakát a katalog k výstavě Civilisovaná žena : jak se má kultivovaná žena oblékati = Zivilisierte Frau : wie sich eine kultivierte Frau ankleiden soll, Brno, 1929/1930.
Dne 18. října 1929 byla v Praze založena Levá fronta a Zdeněk Rossmann i Marie Doleželová byli jejími členy. Dne 27. května 1930 byla založena její brněnská pobočka.
V říjnu 1930 nastoupil šestiměsíční vojenskou službu, byl ale ze zdravotních důvodů propuštěn. Na přelomu roku 1930 a 1931 odjel do Desavy studovat na Bauhaus (přesné datum není známo), kde v té době již studovala jeho přítelkyně Marie Doleželová. Na jaře 1931 byli radikálně levicoví studenti z Bauhausu vyloučeni. V květnu 1931 tedy Doleželová a Rossmann odjeli z Desavy do Paříže, kde hledali práci. To se jim nepodařilo a proto se vrátili do Brna. Marie Doleželová publikovala své fotografie z Paříže v časopisu Index.
V září 1931 nastoupil Zdeněk Rossmann jako učitel typografie a reklamy na Učňovských školách v Bratislavě a na Škole uměleckých řemesel tamtéž (do roku 1938).
V květnu 1933 začal spolupracovat na expozici v Památníku Tomáše Bati. Navrhl expozice, plakáty a katalogy řady výstav v Bratislavě i jinde.
Ke dni 1. ledna 1939 byl vypovězen ze Slovenska a v únoru 1939 nastoupil jako profesor na Školu uměleckých řemesel v Brně, kde působil do jara 1943. 
V roce 1942 během letních prázdnin na chatě u Dalešic se manželé Rossmannovi pokoušeli poskytnout pomoc parašutistovi Františku Pospíšilovi. Na základě udání byli na jaře 1943 zatčeni Gestapem, vyslýcháni a do konce války byli vězněni v koncentračních táborech. Zdeněk Rossmann byl v koncentračním táboře Mauthausen (s označením "návrat nežádoucí"), kde se zapojil do odbojové aktivity a jeho spoluvězni byli například Antonín Novotný nebo Simon Wiesenthal. Marie Rossmannová byla vězněna v koncentračním táboře Neubrandenburg (pobočka KT Ravensbrück).
Po návratu do Prahy v květnu 1945 působil Rossmann jako výtvarník v Divadle 5. května a D46 v Praze, také byl spolu s Františkem Halasem zaměstnán v informačním odboru ministerstva informací a osvěty. Dne 6. ledna 1946 byl jmenován generálním ředitelem nakladatelství Orbis. Současně se podílel na tvorbě volebních a propagandistických plakátů Komunistické strany Československa. V říjnu 1948 byl zatčen a vyšetřován Státní bezpečností na základě udání konfidentky StB Věry Hložkové. Pro schvalování tzv. "jugoslávského modelu" byl vyloučen z komunistické strany a zbaven funkce ředitele nakladatelství. Po několikadenní vyšetřovací vazbě byl ale propuštěn na svobodu a jako výtvarník ve svobodném povolání se věnoval instalacím výstav a muzejních expozic, scénografii a typografii.
Ve školním roce 1966–1967 vyučoval grafickou úpravu a tisk na FAMU, v letech 1967–1969 muzeologii na Filosofické fakultě Univerzity Karlovy.
Zemřel dne 8. listopadu 1984 v Praze.

### Rodinný život
Dne 24. října 1931 uzavřeli Marie Doleželová (9. prosince 1909 Nížkovice – 29. května 1983 Praha) a Zdeněk Rossmann sňatek, 4. ledna 1933 se manželům narodil syn Pavel, 29. dubna 1940 se jim narodila dcera Jana.

## Dílo
Počátky jeho tvorby jsou spojeny s poetismem Devětsilu. Ten ale od jara 1927 opustil a věnoval se politicky orientovanému sociologismu a funkcionalismu.

### Typografie (výběr)
- Fronta : mezinárodní sborník soudobé aktivity : věda, umění, technika, literatura, sociologie, moderní život, redakce Fr. Halas, Vl. Průša, Zd. Rossmann, B. Václavek, Brno : Édition Fronta, 1927, 203 stran
- Výstava moderního bydlení Nový dům v rámci výstavy soudobé kultury Českoslov. republiky v Brně 1928, pod protektorátem Svazu čs. díla odbor Brno ; redakce Zd. Rossmann, B. Václavek, Brno : Fr. Uherka : Č. Ruller, 1928, 96 s.
- Civilisovaná žena : jak se má kultivovaná žena oblékati = Zivilisierte Frau : wie sich eine kultivierte Frau ankleiden soll, Božena Rothmayerová-Horneková, Jan Vaněk, Zdeněk Rossmann, Brno : Jan Vaněk, 1929, 95 s.
- karl marilaun: evropan adolf loos - učitel nové architektury, bydlení a života, překlad: Jaroslava Václavková, Brno : Jan Vaněk, 1929
- Architekt Bohuslav Fuchs, 1919–1929 : přehled architektovy tvorby za 10 let = Überblick seines architektonischen Schaffens innerhalb 10 Jahren = résumé de sa création architectonique pendant 10 ans, Bâle : Praha : Service des pays, 1930
- časopis Stavitel,
- Poslední cesta TGM, uspořádali Zdeněk Rossmann a Vladimír Rýpar ; fotografie: Karel Hájek, Praha : Orbis, 1947, 73 nečíslovaných stran
- Lenin v obrazech, uspořádali: Zdeněk Rossmann a Vladimír Rýpar ; text napsal Vlastimil Borek, obrazová část: Fotografové a výtvarníci SSSR, Praha : Orbis, 1947, 17 nečíslovaných stran,
- padesátá léta: katalogy a plakáty pro Národní galerii v Praze,
- Vilém Mucha: První celostátní spartakiáda 1955 - věcí všeho pracujícího lidu Československa, Praha : Oddělení propagace a agitace SVTVS, 1955
- Karel Plicka, Emanuel Poche: 7 procházek Prahou : fotografický průvodce městem, Praha : Orbis, 1966

### Scénografie
První Rossmannovou scénografií byla v roce 1927 inscenace Edmonda Konráda Komedie v kostce v brněnské Redutě ve spolupráci s Bedřichem Rozehnalem a s režisérem Vladimírem Šimáčkem. Rossmann s Mahenem se zasloužili o to, že do Brna byli pozváni režiséři Jindřich Honzl a Emil František Burian. Pro jejich představení pak vytvořil řadu scén.
Po roce 1945 navrhl řadu scénografií pro Národní divadlo v Praze, například Bratři Mrštíkové, úprava Emil František Burian: Maryša, Národní divadlo v Praze 1945, obnovená premiéra 1960. Za představení Bedřich Smetana: Dvě vdovy, režie Rudolf Málek, v brněnském Divadle Na hradbách obdržel Cenu Divadelní žatvy.

### Instalace výstav a muzeí
Od roku 1928 pracoval pro propagační oddělení Výstavy soudobé kultury v Československu, pro kterou navrhoval instalace, plakáty, upravoval katalogy a pozvánky. Nejznámější z výstav byly Výstava moderního bydlení Nový dům (1928), Civilisovaná žena : jak se má kultivovaná žena oblékati = Zivilisierte Frau : wie sich eine kultivierte Frau ankleiden soll (1929), Výstava moderního obchodu (1929) a další.
V roce 1933 navrhl instalaci expozice v Památníku Tomáše Bati ve Zlíně
Po roce 1945 instaloval řadu výstav v Národním muzeu v Praze, Národní galerii a dalších muzeích a památnících v Čechách na Moravě i na Slovensku. Navrhl expozice o díle Bedřicha Smetany v Praze, Litomyšli a Göteborgu, instalaci Muzea Mistra Jana Husa v Kostnici. Vedle toho instaloval také propagandistické výstavy, např. Nová Čína, Praha a Bratislava, 1950 nebo Lid a krása, U Hybernů, Praha 1960.
V roce 1958 byl jmenován do funkce náměstka generálního komisaře a jako hlavní architekt výstavy československé expozice na Světové výstavě EXPO '58 v Bruselu. Za tuto práci obdržel Čestný diplom mezinárodní jury EXPO '58 a Vyznamenání za vynikající práci.
Své poslední muzejní instalace provedl v sedmdesátých a osmdesátých letech pro Státní židovské muzeum a Památník Terezín,

### Architektura
- 1926 Návrh dělnické bytové buňky[7]

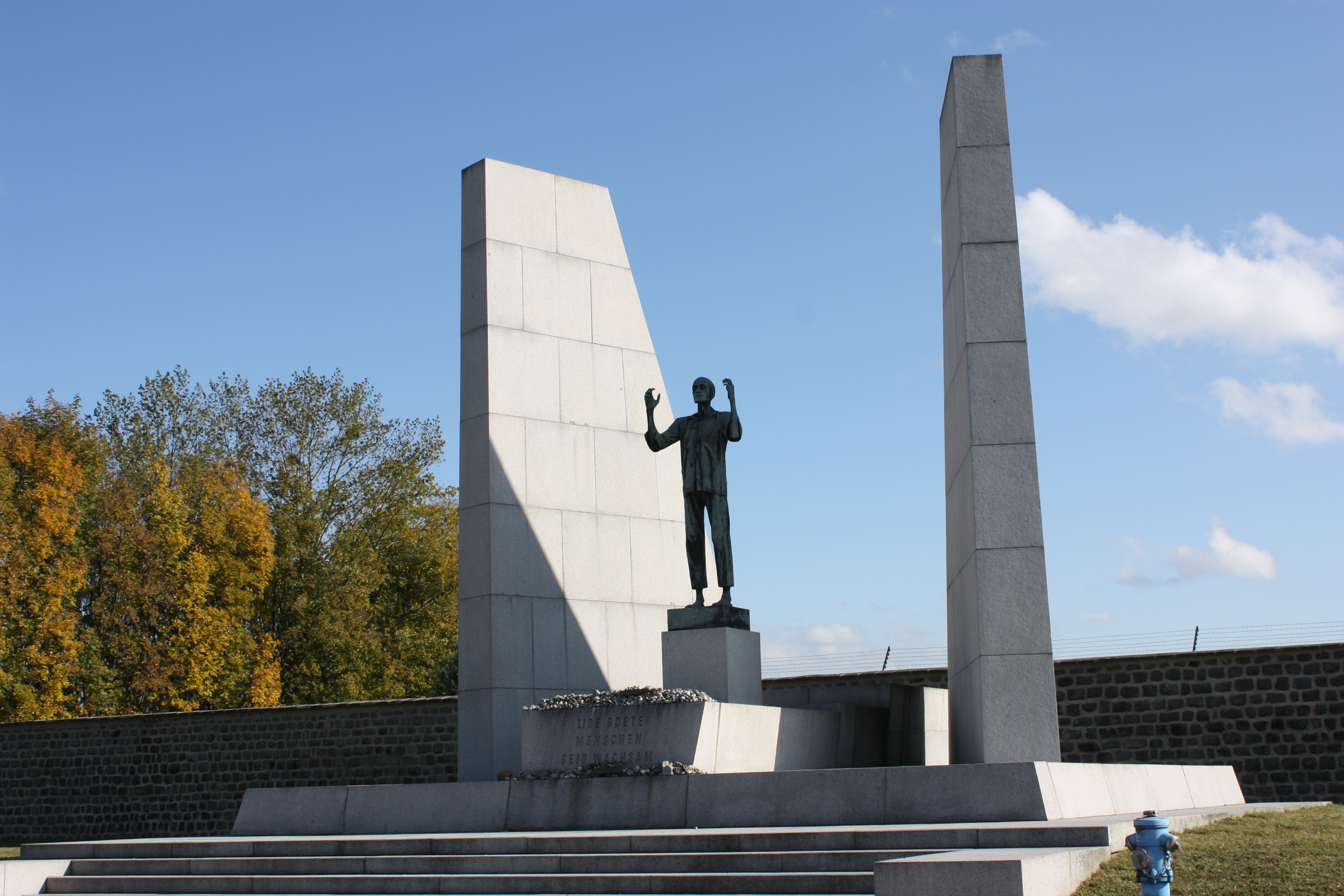
Památník československým obětem KT Mauthausen

- 1928 Kiosek Práva lidu na Výstavě soudobé kultury v Československu, Brno
- 1931 Soutěžní návrh na obytné domy družstva Včela v Praze[8]
- 1959 Památník československým obětem koncentračního tábora Mauthausen, Plastiku vytvořil sochař Antonín Nykl.

## Výstavy

### Individuální
- 1983 - Zdeněk Rossmann: Typografie, Divadelní scénografie, Muzeologie, Galerie U Řečických, Praha, 25. října - 27. listopadu 1983, katalog[9]
- 2015 - Zdeněk Rossmann: Horizonty modernismu, Moravská galerie - Uměleckoprůmyslové muzeum, Brno, 15. květen - 13. září 2015[10]

### Skupinové
- Československé jevištní výtvarnictví 1914-1959, 5a Bienal de São Paulo, Brazílie
- The Czech Avant-Garde Book, The Art Institute of Chicago, Ryerson & Burnham Libraries, 28. ledna 2014 – 7. dubna 2014 [11]